# 세가소닉 팝콘 숍
《세가 소닉 팝콘 숍 만들기》는 1993년 일본에서만 나온 아케이드게임이다. 이 게임은 AM1이 제작하고 세가가 출판한 게임이다. 이 게임의 본 목적은 세가의 메가 드라이브와 비슷한 C-2 보드형 아케이드에서 팝콘을 제조하는 것이 목적이다. 이 자판기는 소금과 버터, 카레 맛을 제조한다.
이 과정이 진행되는 동안 미니게임으로 소닉 더 헤지호그와 마일즈 프라우워가 파티를 망치려는 닥터 에그맨에게 맞서 게임을 진행하는 방식이다.